# Gordianus I.
Marcus Antonius Gordianus Sempronianus, známý jako Gordianus I. (asi 159 – leden či březen 238), byl římský císař vládnoucí spolu se svým synem Gordianem II. krátce v lednu či březnu 238.

## Původ a politická dráha
Gordianova rodina pocházela patrně z Malé Asie, nejsou o ní však známy bližší podrobnosti. Gordianus prošel běžnou úřední kariérou, od kvéstora až po edila, a mezi lety 220 a 222 dosáhl konzulátu (consul suffectus). Spravoval několik provincií, mezi nimi i Achaiu, než se stal v roce 237 prokonsulem Afriky. Kromě již zmíněného syna Gordiana měl minimálně jednoho dalšího potomka, dceru Maecii Faustinu, matku pozdějšího císaře Gordiana III.

## Proklamace za císaře
Gordianovi bylo téměř osmdesát let, když ho vzpoura v severoafrickém Thysdru vynesla na trůn. Stal se vzdorocísařem Maximina Thráka, schopného vojevůdce, který si však znepřátelil římský senát i část veřejnosti svým autoritativním stylem vlády a finanční politikou. Senátoři převrat bez většího váhání uznali, Maximina prohlásili za veřejného nepřítele a připravovali se v Itálii na občanskou válku. Naneštěstí neměl Gordianus ani jeho syn, který se stal otcovým spoluvládcem, dost vojenských jednotek, jen spěšně sehnanou domobranu, takže stačil energický zásah numidského legáta Capelliana, straníka Maximinova, aby se revolta zhroutila jako domek z karet. Gordiana II. stál boj s Capellianovými vojáky život, a když se o tom dozvěděl starý Gordianus, oběsil se. Od okamžiku proklamace uběhlo přesně dvacet dní.
Gordianova uzurpace se někdy vykládá jako projev odporu severoafrických velkostatkářů proti Maximinovu režimu. Tento názor je zcela jistě přehnaný. Mnohem spíše šlo o nahodilou, improvizovanou akci, jež díky nespokojenosti s Maximinovou vládou nabyla tak velkých rozměrů a vlastně přetrvala smrt obou vzbouřenců. Senát, obávající se Maximinovy pomsty, totiž v odboji pokračoval i po Capellianově vítězství a ze svého středu si zvolil dva nové císaře – Pupiena a Balbina. Těm se šťastnou shodou okolností podařilo Maximina Thráka svrhnout.